# Janusz Libicki

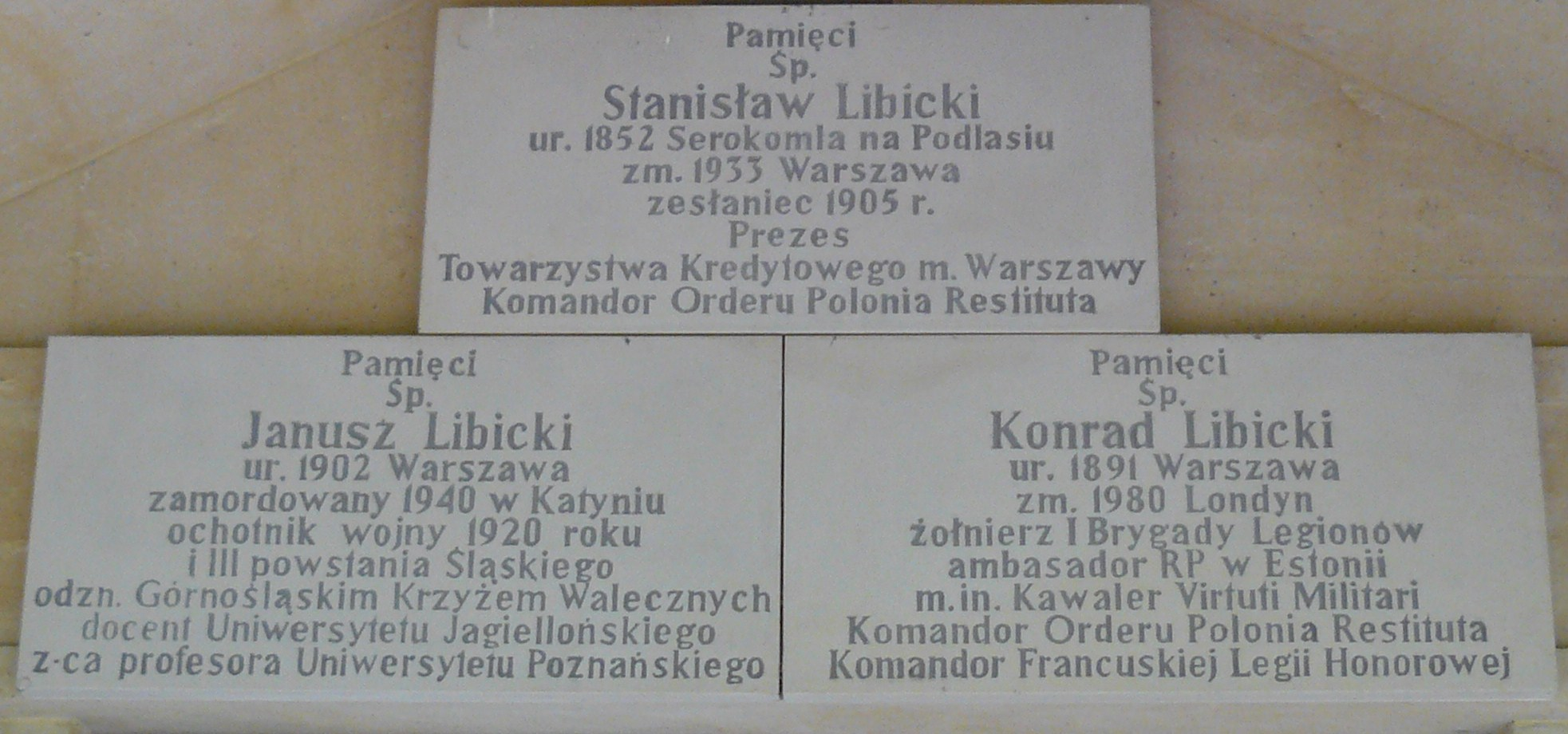
Tablica w mauzoleum Strzałków i Libickich w Radzewicach

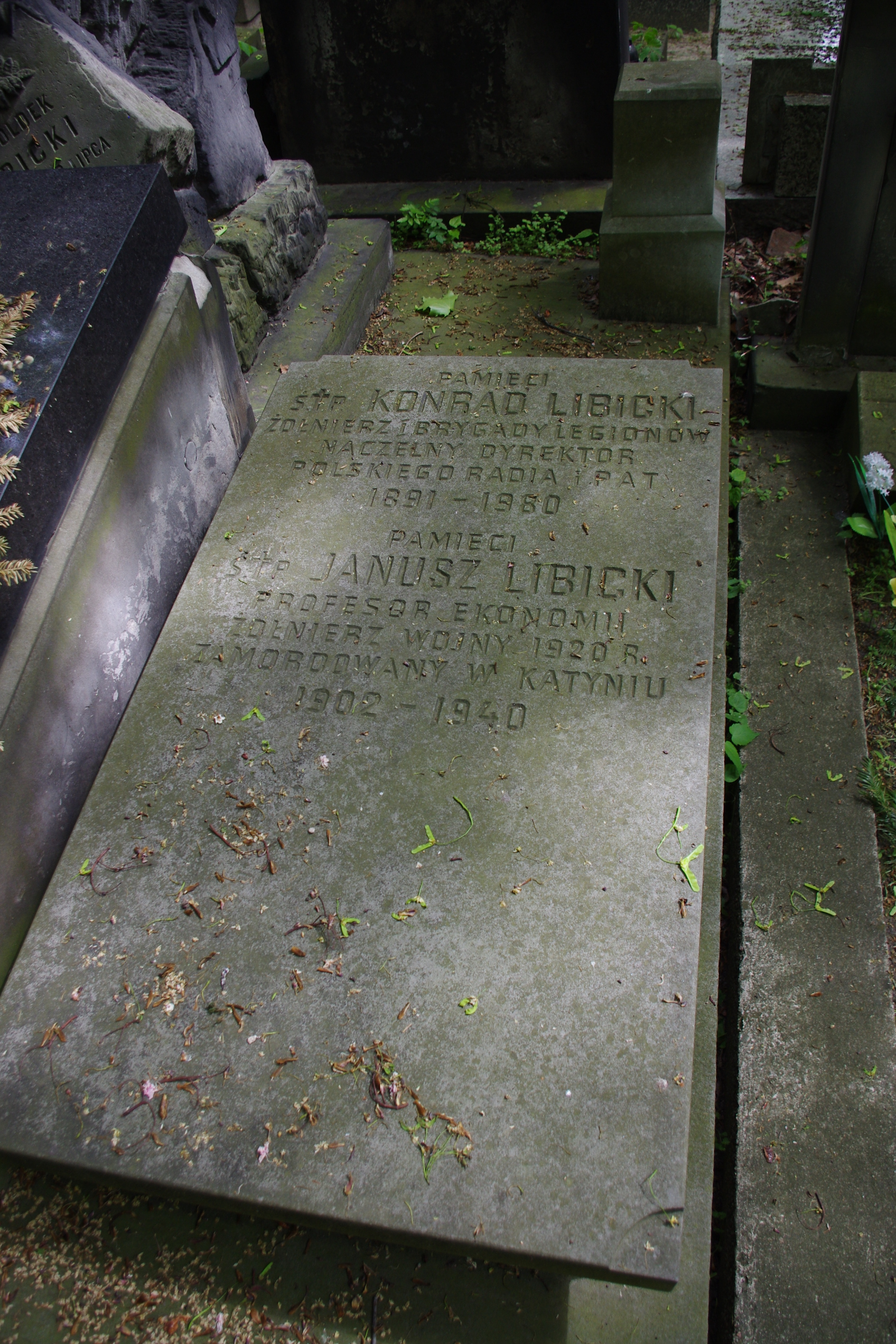
Grób Libickich na Starych Powązkach w Warszawie

Janusz Wojciech Libicki (ur. 23 kwietnia 1902 w Warszawie, zm. w 20–22 kwietnia 1940 w Katyniu) – polski naukowiec, profesor Uniwersytetu Poznańskiego, docent, doktor prawa, porucznik kawalerii Wojska Polskiego, ofiara zbrodni katyńskiej.

## Życiorys
Urodził się 23 kwietnia 1902 w Warszawie, w rodzinie Stanisława i Julii z Antoniewskich.
Należał do Polskiej Organizacji Wojskowej. Po ukończeniu gimnazjum w latach 1920–1921 brał udział w wojnie polsko-bolszewickiej, a następnie w III powstaniu śląskim, za co została mu przyznana odznaka honorowa „Górnośląski Krzyż Walecznych”. Ukończył Szkołę Podchorążych Rezerwy Kawalerii w Biedrusku. Został awansowany do stopnia podporucznika rezerwy ze starszeństwem z dniem 1 stycznia 1928 i w tym roku był zweryfikowany w korpusie oficerów kawalerii z lokatą 15. W 1934 był podporucznikiem rezerwy 7 pułku ułanów ze starszeństwem z dniem 1 stycznia 1928 i 15. lokatą na liście starszeństwa oficerów rezerwy kawalerii. Na stopień porucznika rezerwy został mianowany ze starszeństwem z 1 stycznia 1936 i 22. lokatą w korpusie oficerów kawalerii. W 1939, jako oficer rezerwy pozostawał w ewidencji Komendy Rejonu Uzupełnień Poznań Miasto. 
W latach 1921–1926 pracował w Banku Kredytowym w Warszawie. W 1926 rozpoczął studia na Wydziale Prawa Uniwersytetu Jagiellońskiego. Od 1 kwietnia 1929 do 1 września 1931 był starszym asystentem Seminarium Ekonomicznego tej uczelni, w 1930 opublikował w czasopiśmie „Ruch Prawniczy i Ekonomiczny” artykuł „Klęska urodzaju”. W czerwcu 1931 na podstawie rozprawy „Teoretyczne podstawy polityki banków emisyjnych” (Kraków 1931, str. 115) uzyskał doktorat praw.
W 1932 wyjechał do USA jako stypendysta fundacji Rockefellera. Po powrocie od 1 grudnia 1933 był ponownie starszym asystentem Seminarium Ekonomicznego, w lutym 1935 na podstawie rozprawy „Zarys teorii kosztów produkcji” (Kraków 1935) habilitował się na Wydziale Prawa Uniwersytetu Jagiellońskiego z ekonomiki. Ponownie przy pomocy fundacji Rockefellera wyjechał do Anglii, gdzie od lutego do grudnia 1935 studiował w London School of Economics. W latach 1936–1937 był wykładowcą Wydziałów Prawa i Rolniczego Uniwersytetu Jagiellońskiego oraz w Wyższej Szkole Handlowej w Krakowie. W 1937 na podstawie rozprawy „Granice opodatkowania” (Kraków 1935, str. 49) rozszerzył habilitację na naukę skarbowości.
Od 1937 jako docent prowadził wykłady na Uniwersytecie Poznańskim jako zastępca profesora skarbowości i prawa skarbowego na Wydziale Prawno-Ekonomicznym. W krakowskim czasopiśmie „Economic Studies” (1936/III) opublikował artykuł z dziedziny teorii kosztów „Some consequences of different interpretations of supply curves”, w „Ekonomiście” 1937/II rozprawę „Finansowanie wydatków nadzwyczajnych” oraz w Encyklopedii Nauk Politycznych (tom III, 1938) rozprawę „Koszty”.
W czasie kampanii wrześniowej 1939, po agresji ZSRR na Polskę, dostał się do niewoli sowieckiej. 31 grudnia 1939 był już osadzony w obozie jenieckim w Kozielsku. Między 19 a 21 kwietnia 1940 został przekazany do dyspozycji naczelnika Zarządu NKWD Obwodu Smoleńskiego – lista wywózkowa 035/3 z 16 kwietnia 1940. Między 20 a 22 kwietnia 1940 zamordowany w Katyniu przez funkcjonariuszy Obwodowego Zarządu NKWD w Smoleńsku oraz pracowników NKWD przybyłych z Moskwy na mocy decyzji Biura Politycznego KC WKP(b) z 5 marca 1940. Ofiary tej zbrodni grzebano w bezimiennych mogiłach zbiorowych, gdzie od 28 lipca 2000 mieści się oficjalnie Polski Cmentarz Wojenny w Katyniu. W miejscu tym prowadzone były ekshumacje i prace archeologiczne. W maju 1943 jego ciało zidentyfikowano podczas ekshumacji prowadzonych przez Niemców pod numerem 3545 – dosł. opisany jako Lebicki Janusz Wojciech (raport dzienny z 29 maja 1943). Przy zwłokach Janusza Libickiego zostały odnalezione: legitymacja oficera rezerwy, książeczka oszczędnościowa PKO, legitymacja urzędnicza, dwa listy. Figuruje na liście Komisji Technicznej PCK pod numerem 03545.

### Życie prywatne
Był żonaty z Wandą ze Strzałków, z którą miał dwóch synów: Marcina, polityka i Jacka. Jego wnukiem jest Jan Filip Libicki, także polityk.

## Upamiętnienie
5 października 2007 minister obrony narodowej Aleksander Szczygło mianował go pośmiertnie na stopień kapitana. Awans został ogłoszony 9 listopada 2007 w Warszawie, w trakcie uroczystości „Katyń Pamiętamy – Uczcijmy Pamięć Bohaterów”.
Został upamiętniony na tablicy w mauzoleum Strzałków i Libickich w Radzewicach. Jego symboliczny grób znajduje się na cmentarzu Powązkowskim w Warszawie (kwatera 163-4-19/20).
W ramach akcji „Katyń... pamiętamy” / „Katyń... Ocalić od zapomnienia”, został zasadzony Dąb Pamięci honorujący Janusza Libickiego przy Przedszkolu w Oleśnicy.